# Тачка на миллион
«Тачка на миллион» (англ. Driven) — кинокартина о знаменитом авантюристе и изобретателе, бывшем президенте Pontiac и вице-президенте GM Джоне Делореане, а также истории создания легендарной «машины времени» DMC-12, ставшей культовой после выхода на экраны кинофраншизы «Назад в будущее». События в фильме рассказываются от имени друга и соседа Делориана.
Режиссёр — обладатель премии BAFTA Ник Хэмм.
В главных ролях: Джейсон Судейкис, двукратный номинант на «Золотой глобус» Ли Пейс, Джуди Грир и Кори Столл.
«Тачка на миллион» была фильмом-закрытия на 75-м Венецианском кинофестивале. Кроме того, картина была представлена на Международном кинофестивале в Торонто.
В российский прокат фильм вышел 29 августа 2019 года.

## Сюжет
Основано на реальных событиях.
Калифорния — место, где правят знаменитости, политика и большой бизнес. Азартный плейбой и гений автомобилестроения Джон Делореан желает построить лучший спорткар в мире и воздвигнуть новую империю. Как самый настоящий бунтовщик, он ни перед чем не остановится на пути к главной цели — подарить миру легендарную тачку на миллион…

## В ролях
- Ли Пейс — изобретатель Джон Делореан
- Джейсон Судейкис — Джим Хоффман, друг Делориана
- Джуди Грир — Эллен, супруга Джима Хоффмана
- Кори Столл — Бенедикт Тисса
- Изабель Ирраиса — Кристина, супруга Джона Делореана
- Эрин Мориарти — Кэти Коннорс
- Майкл Кадлиц — Морган Хетрик
- Джастин Барта — Ховард Вайцман

## Съёмки
Съёмки фильма проходили в Пуэрто-Рико, и прибывшим туда кинематографистам было приятно узнать, что на острове функционирует клуб любителей автомобиля Делореан. В районе Дорадо оказалось множество больших домов, выстроенных в начале 1980-х, что отлично вписывалось в сюжет, по которому Джим Хоффман и Джон Делореан жили в Калифорнии.
Съёмки дважды были прерваны ураганом. Если быть точнее, первый ураган («Ирма») накрыл остров на последней неделе подготовки к официальному съёмочному процессу. Все были немедленно эвакуированы, однако ураган свернул на север, и съемки всё-таки удалось в скором времени начать. Второй ураган («Мария») был признан самым разрушительным стихийным бедствием в истории Доминиканы и Пуэрто-Рико.
Общее решение продолжить съёмки во многом было принято из-за стремления помочь местному населению пережить катастрофу. Было нанято более 200 местных специалистов, чьи дома были разрушены, а потому им требовались деньги, как никогда. Съёмочной группой был организован фонд помощи семьям их новых коллег. Собранной суммы также хватило на восстановление педиатрического отделения местной больницы. На выходных закадровая команда сдавала кровь и помогала мэру Сан-Хуана договариваться о поставках продовольствия пострадавшим.
Работа на острове кипела ещё 13 дней после трагических событий. К счастью съёмочной группы, все экстерьерные сцены, а также сцены автомобильных погонь были сняты в первую неделю работы. Обходясь без электричества, топлива, свободного доступа к пресной воде, телефонов и подчиняясь требованиям комендантского часа, создатели всё-таки закончили фильм в том виде, в котором он был задуман.

## Релиз
«Тачка на миллион» была фильмом закрытия 75-го Венецианского кинофестиваля 8 сентября 2018 года, а 10-го сентября была представлена на Международном кинофестивале в Торонто.
Локализованная версия 1-го трейлера картины появилась в Сети в середине июня 2019 года, 2-го трейлера — 31 июля.
В российский прокат фильм вышел 29 августа. Дистрибьютор — кинопрокатная компания Вольга.

## Критика
Фильм был тепло принят СМИ.
«Эту картину наверняка высоко оценил бы такой мечтатель, каким и был сам Делореан».
Deadline
«Комедия о несбыточной мечте, снятая в стилистике Калифорнии 1970-х».
ScreenDaily
«ТАЧКА НА МИЛЛИОН — увлекательное путешествие. Джейсон Судейкис погружает зрителя в историю, которая не выглядит реальной, однако основана на реальных событиях».
Hollywood Reporter